# Wilfred Cantwell Smith
Wilfred Cantwell Smith (21 de julho de 1916 - 7 de fevereiro de 2000) foi um professor canadense de ciência da religião, sendo que entre 1964-1973 foi diretor do Centro de Harvard para o Estudo das Religiões do Mundo.